# Платонов, Флорентий Николаевич
Флорентий Николаевич Платонов (1839—1914) — генерал от артиллерии, сенатор, начальник Александровской военно-юридической академии (1897—1905).

## Биография
Родился в Москве в небогатой дворянской семье 19 (31) января 1839 года. Мать, происходившая из старинного дворянского рода Романовых, рано умерла, оставив сына круглым сиротой. Он был отдан в Александринское сиротское малолетнее отделение. Затем воспитывался в 1-м Московском кадетском корпусе, из которого в 1857 году был выпущен прапорщиком во 2-ю гренадерскую артиллерийскую бригаду. Состоял, в основном, преподавателем в Московской окружной фейерверской школе преподавателем математики и фортификации; в то же время посещал Московский университет и преподавал историю в Московском юнкерском училище.
В 1868 году поступил в Военно-юридическую академию, в которой окончил курс в 1870 году по 1-му разряду; состоял в прикомандировании к Московскому военно-окружному суду, а в 1871 году был назначен военным следователем Казанского военного округа. В 1874 году был переведён помощником военного прокурора в Варшавский военно-окружной суд, а в 1877 году назначен военным судьёй Виленского военно-окружного суда.
Во время турецкой войны в 1878—1879 годах был председательствующим в полевом военном суде при Северном отряде действующей армии (в Рущуке, затем — в Варне).
В 1879 году был назначен военным судьёй в Московский военно-окружной суд (с 1884 года — председатель этого суда) и возобновил преподавание в Московском юнкерском училище, сначала преподавал историю и военную администрацию, затем — общее законоведение, а на старшем курсе — военно-уголовное. 
С 26 января 1897 года занимал должность начальника Александровской военно-юридической академии; 6 декабря того же года был произведён в генерал-лейтенанты. С 19 мая 1905 года — почётный член военно-юридической академии.
С 30 июля 1905 года был назначен в 1-й департамент Сената, с зачислением по полевой пешей артиллерии; 6 июня 1907 года произведён в генералы от артиллерии.
Скончался 15 (28) ноября 1914 года. Похоронен в Москве на Дорогомиловском кладбище. Газета «Новое время» (18 ноября 1914. — № 13897. — С. 1) сообщала:

Вынос тела почившего сенатора <…> состоится из кв. покойного, Миллионная, 25, в среду, 19 ноября,  <…>  для отпевания в Почтамтской церкви, откуда проследует на Николаевский вокзал. В Москве, с Брянского вокзала, 20-го ноября (четверг)  <…> будет перевезено для погребения на Дорогомиловское кладбище.

## Награды
- Орден Святого Станислава 3-й ст. (1864)
- Орден Святого Станислава 2-й ст. (1874)
- Орден Святой Анны 2-й ст. (1879)
- Орден Святого Владимира 4-й ст. (1879)
- Орден Святого Владимира 3-й ст. (1882)
- Орден Святого Станислава 1-й ст. (1890)
- Орден Святой Анны 1-й ст. (1894)
- Орден Святого Владимира 2-й ст. (1896)
- Орден Белого Орла (1901)
- Орден Святого Александра Невского (6.12.1904; бриллиантовые знаки к ордену — 01.01.1911)
- знак отличия беспорочной службы за 40 лет (1899)